# Choo Soo-hyun
Choo Soo-Hyun (hangul= 추수현), es una actriz surcoreana.

## Biografía
Estudió en la Universidad Gwangju.

## Carrera
Es miembro de la agencia "Popeye Entertainment".
En 2014 se unió al elenco recurrente de la serie Pinocchio donde interpretó a Im Jae-hwan, uno de los miembros de "YGN Newsroom".
En junio del 2015 se unió al elenco principal de la serie The Time We Were Not in Love donde dio vida a Lee So-eun.
En 2017 se unió al elenco recurrente de la serie The King in Love donde interpretó a Moo Bi, una mujer que se hace pasar por Ok Boo-yong.
En el 2018 se unió al elenco recurrente de la serie Grand Prince donde interpretó a Cho Yo-kyung, una de las amantes del príncipe Lee Kang (Joo Sang-wook).

## Filmografía

### Serie de televisión
| Año             | Título                       | Personaje    | Cadena    | Notas        |
| --------------- | ---------------------------- | ------------ | --------- | ------------ |
| 2013            | 7th Grade Civil Servant      | -            | MBC       |              |
| 2014            | Gap Dong                     | Oh Young-Ae  | tvN       |              |
| 2014            | Pinocchio                    | Im Jae-Hwan  | SBS       |              |
| 2015            | The Time We Were Not in Love | Lee So-Eun   | SBS       | 16 episodios |
| 2017            | The King in Love             | Ok Boo-Yong  | MBC       |              |
| 2018 - presente | Grand Prince                 | Cho Yo-kyung | TV Chosun | 2 episodios  |

### Vídeos musicales
| Año  | Artista     | Título de la canción |
| ---- | ----------- | -------------------- |
| 2014 | Kim Woo-Joo | "Winter Night"       |

### Anuncios
| Año  | Título                                                   | Notas |
| ---- | -------------------------------------------------------- | ----- |
| 2013 | National Police Agency, The Road Traffic Authority - PSA | -     |